# Marita Spang

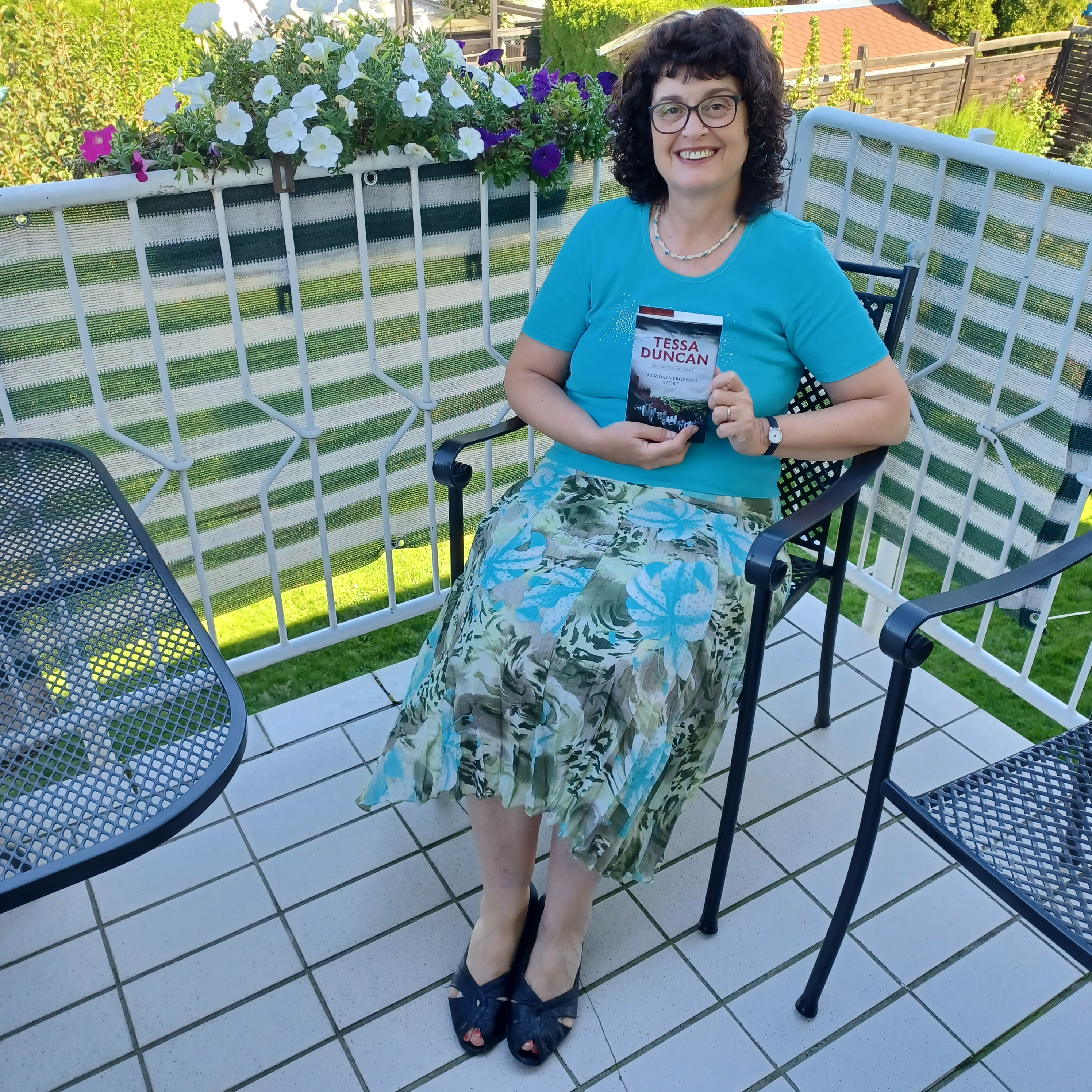
Marita Spang (2024)

Marita Spang (* 1959 in Haag) ist eine deutsche Schriftstellerin, die vor allem mit historischen Romanen hervorgetreten ist.

## Leben
Spang wuchs als Tochter zweier Geschichtslehrer in Trier auf und studierte dort Psychologie. Sie schloss das Studium 1993 mit der Promotion ab. Von 1985 bis 1991 arbeitete sie als klinische Psychologin, danach als psychologische Unternehmensberaterin, ab 1997 im eigenen Unternehmen. Seit 2020 arbeitet sie überwiegend als freie Schriftstellerin.
Spang ist verheiratet und lebt in einem Weinort im Naheland.

## Werk
Spang schrieb ihren ersten Roman Kinderjäger unter dem Pseudonym „Mara Blum“, er wurde 2008 von einem Trierer Kleinverlag publiziert. Von 2014 bis 2018 veröffentlichte sie unter ihrem Geburtsnamen Marita Spang bei Knaur vier historische Romane, von denen der erste, Hexenliebe, mit dem Goldenen Homer ausgezeichnet wurde. Ab 2018 folgten unter dem Pseudonym „Marie Lacrosse“ weitere historische Romane im Goldmann Verlag. Unter dem Namen „Tessa Duncan“ veröffentlichte sie 2023 den psychologischen Kriminalroman Wer das Vergessen stört bei dtv.
Mehrere von Spangs Romanen erreichten die Spiegel-Bestsellerliste; insgesamt sind ihre Werke in einer Auflage von etwa einer halben Million Exemplaren erschienen. Einzelne Werke erschienen auch in tschechischer und in niederländischer Übersetzung.

## Werke/Schriften
- Kinderjäger. Trier: Addita Verlag 2008.
- Hexenliebe. München: Knaur 2014.
- Blut und Seide. München: Knaur 2015.
- Die Frauenburg. München: Knaur 2016 (E-Book)/2018 (Print).
- Die Rose des Herzogs. München: Knaur 2018.
- Romanreihe Das Weingut:
  - Band 1: In stürmischen Zeiten. München: Goldmann 2018.
  - Band 2: Aufbruch in ein neues Leben München: Goldmann 2019.
  - Band 3: Tage des Schicksals München: Goldmann 2019.
- Romanreihe Das Kaffeehaus:
  - Band 1: Bewegte Jahre München: Goldmann  2020.
  - Band 2: Falscher Glanz München: Goldmann 2021.
  - Band 3: Geheime Wünsche München: Goldmann 2021.
- Romanreihe Kadewe:
  - Haus der Träume. München: Goldmann 2022.
  - Hans der Wünsche. München: Goldmann 2023.
- Wer das Vergessen stört. München: dtv 2023.
- Wer mit den Wölfen heult. München: dtv 2024
- Montmartre – Licht und Schatten. München: Goldmann 2025.